# Умео (аэропорт)
Аэропорт Умео (англ. Umeå Airport) (ИАТА: UME, ИКАО: ESNU) расположен в 4 км к югу от Умео, Швеция.
Аэропорт Умео второй по пассажирообороту в Северной Швеции (Норрланд), и 6-й в Швеции. В 2007 году пассажирооборот составил 810,704 человек.

## Авиакомпании и назначения
- flyNordic (Стокгольм-Арланда)

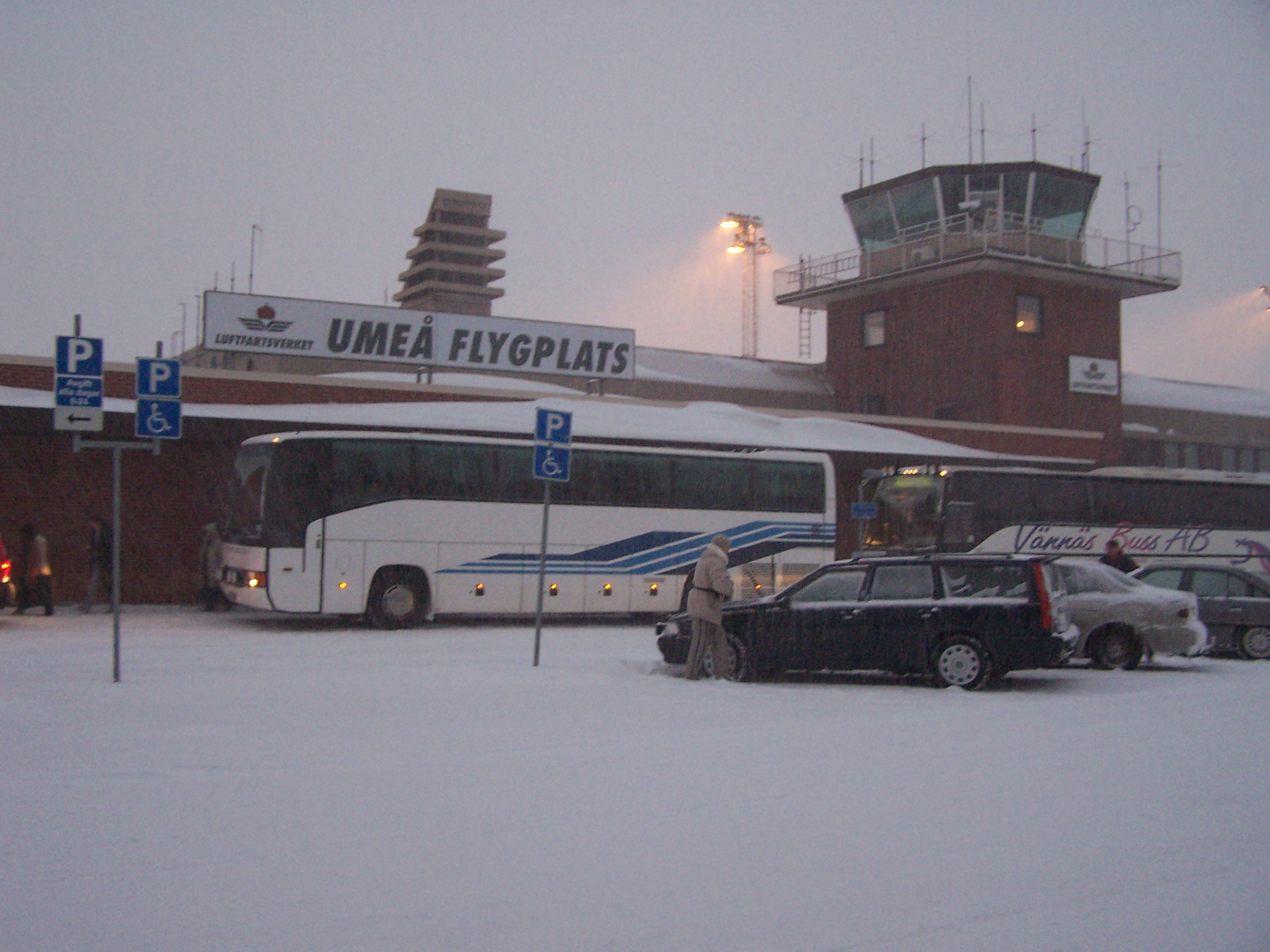
Аэропорт города Умео

- Malmö Aviation (Гётеборг-Ландветтер, Стокгольм-Бромма)
- Nordic Regional (Лулео)
- Scandinavian Airlines (Стокгольм-Арланда)
- Umeåflyg
  - оператор Norwegian Air Shuttle (Стокгольм-Арланда)

## Происшествия
14 июля 2019 года самолет, перевозивший парашютистов, вылетел из аэропорта Умео в 13:30 по местному времени. Спустя 42 минуты самолет послал сигнал бедствия и вскоре рухнул на остров в дельте реки Умеэльвен. Девять человек погибли в результате крушения.